# Laxsill
Laxsill (Maurolicus muelleri) en djuphavsfisk i familjen pärlemorfiskar som lever i större delen av Atlanten och har ljusorgan längs buken.

## Utseende
Laxsillen är en liten, silliknande fisk med silverglänsande kropp, blågrön rygg, en lång, låg fettfena, en relativt kort ryggfena lång bakåt och två rader lysorgan längs buken. Den kan bli upp till 8 cm i längd, men blir ofta bara hälften så lång.

## Vanor
Arten är en pelagisk djupvattensfisk, som kan gå ner till över 1 500 m, även om den vanligtvis håller sig mellan 300 och 400 m djup. Under natten går den upp till grundare vatten på omkring 50 m djup. Födan består framför allt av mindre kräftdjur som lysräkor och hoppkräftor. Den kan bli åtminstone 3 år gammal.
Laxsillen lever framför allt i det öppna havet, men har också bildat bestånd i många djupa, norska fjordar.

### Fortplantning
Könsmognaden uppnås vid omkring 1 års ålder. Arten leker i mars till september, då honan lägger mellan 200 och 500 ägg som flyter på havsytan.

## Utbredning
Arten lever i större delen av Atlanten från Island och norra Norge över Medelhavet till Senegal samt från Demokratiska republiken Kongo till Namibia på östra sidan, och från Kanada och Maine till Mexikanska bukten och Västindien på den västra. Dessutom finns den i Magellans sund samt i västra och sydöstra Stilla havet (vid Chile). Den kan gå in i Skagerack och även Öresund, samt har påträffats från Bohuslän till Halland.